# Serafín Dengra
Serafín Dengra (Buenos Aires, 21 settembre 1960) è un ex rugbista a 15 e dirigente d'azienda argentino, pilone - tallonatore dei Pumas alla Coppa del Mondo di rugby 1987.

## Biografia
Dengra, proveniente da una famiglia di sportivi (che vanta anche una partecipazione ai Giochi Olimpici di Amsterdam del 1928), iniziò a giocare a rugby a 12 anni quando, invitato da alcune amiche a vedere un incontro femminile di hockey su prato del San Isidro Club, notò sul campo adiacente a quello dove si svolgeva la partita alcuni rugbisti in allenamento; entrò quindi nelle giovanili del San Martín, nella cui prima squadra successivamente esordì nel 1978.
Messosi in luce con il club casalingo, esordì in Nazionale argentina nel 1982 contro la Francia al Parco dei Principi di Parigi, nella posizione di pilone sinistro, nella quale fu utilizzato in tutta la sua carriera internazionale.
Nel 1985 la Unión Argentina de Rugby sospese Dengra per sei mesi per via del suo trasferimento nella formazione australiana dei Wests Bulldogs (che gli valse anche la selezione nella compagine provinciale del Queensland), a causa di un regolamento nazionale che ancora sanzionava i trasferimenti all'estero, ritenuti una forma di professionismo mascherato in uno sport ancora dilettantistico.
Rientrato in Nazionale nel 1986 Dengra prese parte alla successiva Coppa del Mondo di rugby 1987, scendendo in campo in due incontri (Italia e Nuova Zelanda); disputò il suo ultimo incontro internazionale nel 1989 poi, avendo accettato il trasferimento in Italia al Rovigo nel 1990 (primo argentino a vestire la maglia rossoblu), la Federazione sospese Dengra dall'attività internazionale per quattro anni, il che significò l'abbandono definitivo della maglia dei Pumas.
Militò anche in Francia al Bourgoin-Jallieu fino al 1995, anno del suo ritiro.
Attualmente è direttore delle relazioni sportive della catena di palestre Sport Club, allena una squadra di Over-35, i Pumas Classic e si dedica saltuariamente alla pratica dell'Rugby X-treme, una variante della disciplina che si disputa su manto nevoso in alta quota.